# Rutilia retusa
Rutilia retusa är en tvåvingeart som först beskrevs av Fabricius 1775.  Rutilia retusa ingår i släktet Rutilia och familjen parasitflugor. Inga underarter finns listade i Catalogue of Life.